# Spoorwegjournaal
Spoorwegjournaal is een Belgisch tijdschrift over spoorwegen, dat zes keer per jaar verschijnt. Het wordt uitgegeven door Meta Media Groep, dat onder andere ook Modelspoormagazine uitgeeft. Het tijdschrift kent een franstalige tegenhanger: Journal du Chemin de Fer. Verantwoordelijke Uitgever van Spoorwegjournaal is Vivian Tavernier.
Bij de oprichting in 1986 was Spoorwegjournaal gericht op België en Nederland. In het in januari 2000 verschenen gecombineerde nummer 118/119 werd echter mede gedeeld dat er voortaan een Belgische en een Nederlandse editie zou verschijnen. De redactie van de Nederlandse editie schreef in nummer 156 van eind 2006 dat deze opsplitsing voor de Belgische editie heilzaam was geweest, maar dat vanwege geduchte concurrentie dit het laatste nummer van de Nederlandse editie was.
Het tijdschrift legt nu vooral de nadruk op de spoorwegactualiteiten in België en Luxemburg, aangevuld met reportages over internationaal goederenvervoer, spoorlijnen, materieel, geschiedenis, patrimonium, ... Achteraan in het tijdschrift wordt aandacht besteed aan trams in België. De artikels worden steeds voorzien van vele, duidelijke foto's.
Het tijdschrift richt zich vooral naar de geïnteresseerden in het "grootbedrijf". Modelbouwliefhebbers kunnen terecht bij het Modelspoormagazine.
Lijst van tijdschriften in België